# Sylvain André
Sylvain André (Cavaillon, 14 oktober 1992) is een Frans BMX'er. André won in 2018 het wereldkampioenschap BMX.

## Belangrijkste uitslagen
| Jaar | FK | EK    | WK            | Overige            |
| ---- | -- | ----- | ------------- | ------------------ |
| 2011 |    |       | 11e           |                    |
| 2012 |    |       | tijdrit       |                    |
| 2013 |    |       | tijdrit · 30e |                    |
| 2014 |    | 7e    | 64e           |                    |
| 2015 |    | 5e    | 27e           | 4e Europese Spelen |
| 2016 |    | Brons | 56e           |                    |
| 2017 |    | Brons | Zilver        | WB Papendal        |
| 2018 |    | Brons | Goud          | WB Papendal        |
| 2019 |    |       | Brons         |                    |
| 2020 |    |       |               |                    |